# Барсово (Владимирская область)
Ба́рсово — посёлок в Киржачском районе Владимирской области России, входит в состав Першинского сельского поселения.

## География
Посёлок расположен в 4 км на юго-восток от центра поселения посёлка Першино и в 8 км на юго-запад от райцентра Киржача. Состоит из 2-х частей: микрорайона Мирный и закрытого военного городка войсковой части 55443-44 (ранее имела номер 11785).

## Население
| 1926 | 2002  | 2010  | 2021 |
| ---- | ----- | ----- | ---- |
| 3    | ↗1203 | ↘1030 | ↘725 |

## Инфраструктура
В посёлке находятся Барсовская основная общеобразовательная школа (основана в 1962 году), детский сад, отделение почтовой связи, дом культуры, 51-й арсенал Главного ракетно-артиллерийского управления Министерства обороны РФ.

## Достопримечательности
В посёлке расположена действующая церковь Александра Невского (2014).

## Происшествия
22 апреля 2025 года в результате возгорания на территории воинской части произошла детонация боеприпасов, хранящихся на складе. Для ликвидации возгорания привлечены штатные пожарные расчёты воинской части и МЧС. В Киржачском районе был введён режим чрезвычайной ситуации: